# قطعنامه ۳۵۴ شورای امنیت
قطعنامه ۳۵۴ شورای امنیت سازمان ملل متحد که در تاریخ ۲۳ جولای ۱۹۷۴ تصویب شد، سندی بین‌المللی دربارهٔ قبرس است. این قطعنامه طی نشست ۱٬۷۸۳ام با ۱۵ موافق، ۰ مخالف و ۰ ممتنع تصویب شد.